# Albrecht Krafft

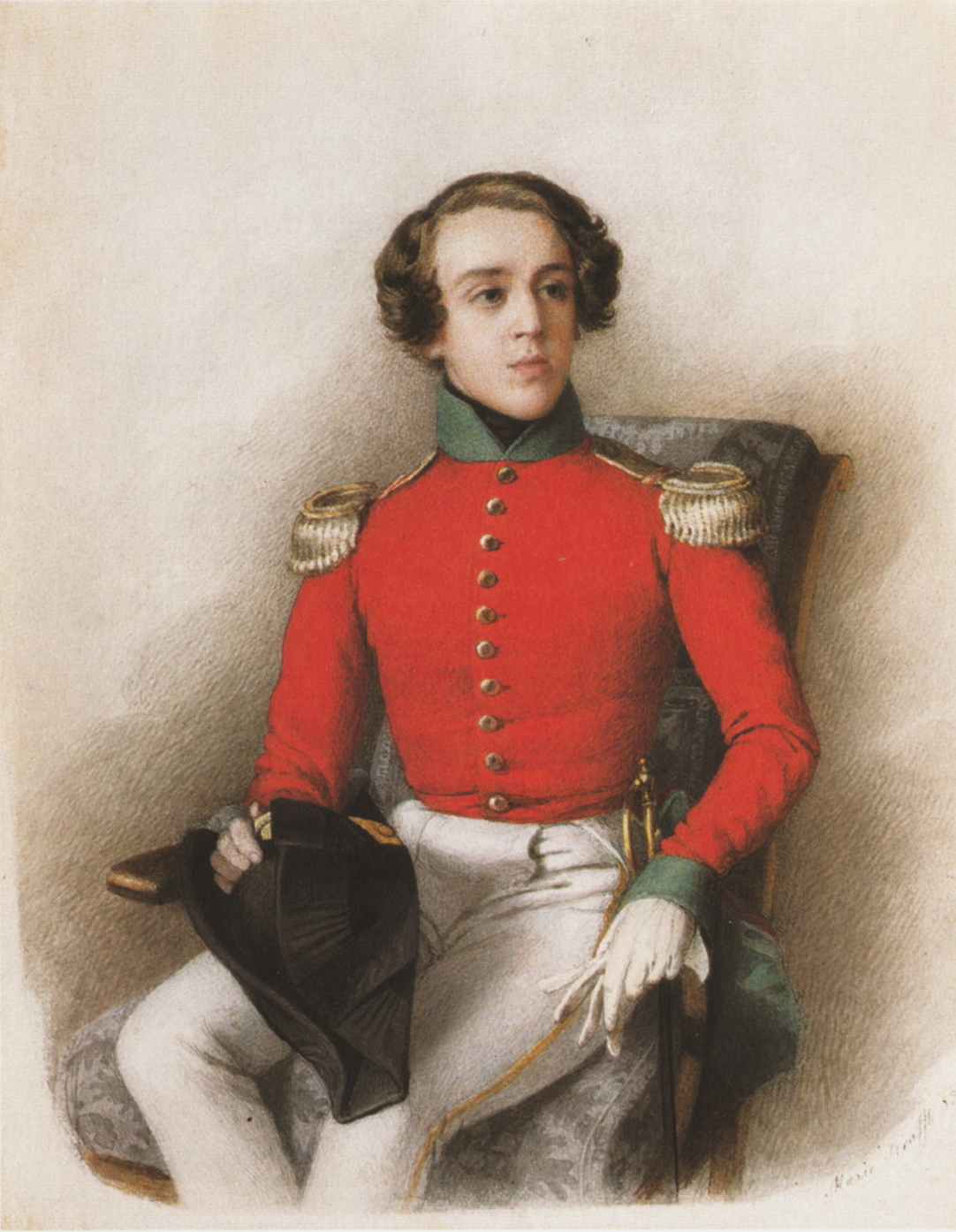
Albrecht Krafft, porträtiert von Marie Krafft (1837)

Albrecht Krafft (* 25. Februar 1816 in Wien; † 23. Mai 1847 ebenda) war ein österreichischer Orientalist und Kunstschriftsteller.
Sein Vater war der Maler Johann Peter Krafft und seine Schwester die Malerin Marie Krafft.
Albrecht besuchte das Schottengymnasium, studierte an der Akademie der bildenden Künste Wien, an der K.k. Akademie für Orientalische Sprachen und der Universität Wien orientalische Sprachen und Literatur. 1841 ging er als Skriptor an die k. k. Hofbibliothek. Seine Arbeiten am Katalog der orientalischen Handschriften und am Katalog der Galerie im Belvedere blieben durch seinen frühen Tod unvollendet. Er war Mitglied der asiatischen Gesellschaft in Paris und der Archäologischen Gesellschaft zu Athen.
Er heiratete Karoline († 1893; die Tochter des Hof-Kunst- und Musikalienhändlers Heinrich Friedrich Müller († 1847) in Wien).
Ihr Sohn, Guido Krafft, wurde Agronom. Albrecht Krafft ist in der ehrenhalber gewidmeten Grabstätte der Familie Krafft auf dem Wiener Zentralfriedhof bestattet (Tor 2, Gruppe 17B, Nr. 1).

## Veröffentlichungen
- mit Simon Deutsch und Stephan Endlicher: Codicum manuscriptorum Bibliothecae Palatinae Vindobonensis; 1836
- mit Simon Deutsch: Die handschriftlichen hebräischen Werke der k. k. Hofbibliothek zu Wien; 1847
- Catalogus codicum manuscriptorum Bibliothecae Palatinae Vindobonensis: Codices hebraici; Beck, 1847
- L'école moderne de la Galerie de Tableaux Impériale et Royale; Pichler, 1853
- Catalogue de la galerie de tableaux impériale et royale au Belvédère à Vienne; 1850 (Online)